# Llista d'alcaldes de Colmar
Aquesta és la Llista dels alcaldes de Colmar (Alt Rin, Alsàcia) des del 1789 fins a l'actualitat.

## Segle XVIII
| Daniel Adam Eggerle       | 1789 - 90   |  |
| Etienne Ignace de Salomon | 1790 - 92   |  |
| Nicolas Sébastien Simon   | 1792 - 95   |  |
| André Rockenstroh         | 1795 - 95   |  |
| Emmanuel Mussel           | 1795 - 99   |  |
| Jean Buob                 | 1799 - 1800 |  |

## Seglexix
| Marx Anton Richert                         | 1800 - 13   |                          |
| Dr Gabriel Louis François Anaclet Morel    | 1813 - 15   |                          |
| Jean Buob                                  | 1815 - 16   |                          |
| Jean Philibert de Minangoy                 | 1816 - 17   |                          |
| Baron Jean Chrysostôme Louis de Muller     | 1817 - 30   |                          |
| Dr Gabriel Louis François Anaclet Morel    | 1830 - 41   |                          |
| Charles Joseph Chappuis                    | 1841 - 55   |                          |
| Marie Hercule Jean-Baptiste de Peyerimhoff | 1855 - 77   |                          |
| Wilhelm Grote                              | 1877 - 77   | Bürgermeisterverwalter   |
| Adalbert von Neumann                       | 1877 - 77   | (Bürgermeisterverwalter) |
| Hermann Ernst Julius Keetmann              | 1877 - 79   | (Bürgermeisterverwalter) |
| baron Friedrich von Reichlin-Meidegg       | 1879 - 80   | (Bürgermeisterverwalter) |
| Camille Schlumberger                       | 1880 - 96   |                          |
| Jean Baptiste Victor Fleurent              | 1896 - 98   |                          |
| Auguste Riegert                            | 1898 - 1905 |                          |

## Segle XX
| Daniel Blumenthal        | 1905 - 14 |                    |
| Friedrich Dieffenbach    | 1914 - 18 |                    |
| Max Lehmann              | 1918 - 18 |                    |
| Jean-Georges Baer        | 1918 - 18 |                    |
| Antoine François Conrath | 1918 - 22 |                    |
| Charles Senge            | 1922 - 29 |                    |
| Eugène Hertzog           | 1929 - 35 |                    |
| Édouard Richard          | 1935 - 40 |                    |
| Karl Hellstern           | 1940 - 40 | Stadkommissar      |
| Luzian Manny             | 1940 - 44 | Oberstadtkommissar |
| Karl Schmidt             | 1944 - 45 | Oberbürgermeister  |
| Édouard Richard          | 1945 - 47 |                    |
| Joseph Rey               | 1947 - 77 |                    |
| Edmond Gerrer            | 1977 - 95 |                    |
| Gilbert Meyer            | 1995 -    |                    |